# Sant Hipòlit de Voltregà
Sant Hipòlit de Voltregà – gmina w Hiszpanii, w prowincji Barcelona, w Katalonii, o powierzchni 0,9 km². W 2011 roku gmina liczyła 3585 mieszkańców.